# 시티오브블루마운틴스

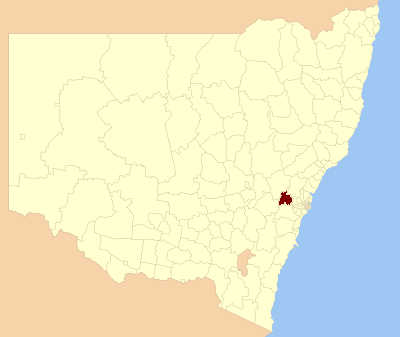
시티오브블루마운틴스의 위치

시티오브블루마운틴스(영어: City of Blue Mountains)는 오스트레일리아 뉴사우스웨일스주의 도시이다.

## 개요
시역의 약 70%를 차지하는 세계유산 지역 그레이터 블루마운틴스 지역의 구성 국립공원인 블루마운틴스 국립공원이 차지하고 있다. 따라서 많은 주민들이 시내를 횡단하는 그레이트 웨스턴 하이웨이 연선에 거주하고 있다.
시의 북부를 횡단하는 벨스 라인 오브 로드에 작은 마을이 점재한다. 도시의 북서쪽 가장자리에 벨이 있어 벨부터 마운트빅토리아로 남하하는 달링 코즈웨이가 있다.